# أول ك. جونسون
أول ك. جونسون (بالإنجليزية: Ole C. Johnson)‏ هو سياسي أمريكي، ولد في 23 فبراير 1838، وتوفي في 4 نوفمبر 1886.